# Чернітка шафранова
Чернітка шафранова (Myioborus cardonai) — вид горобцеподібних птахів родини піснярових (Parulidae).. Ендемік Венесуели.

## Опис
Довжина птаха становить 13 см. Лоб і потилиця чорні, решта голови сіра або темно-сіра, навколо очей білі кільця. Верхня частина тіла темно-сіра, крила і хвіст чорні, з боків білий. Нижня частина тіла жовта з оранжевим відтінком, гузка біла. Дзьоб і лапи чорні.

## Поширення і екологія
Цей малодосліджений птах є ендеміком Венесуели. Його ареал дуже обмежений: він мешкає лише на тепуях в горах Серро-Гуайкініма, в штаті Болівар на півдні Венесуели. Шафранові чернітки живуть в густих тропічних дощових лісах на висоті від 1200 до 1600 м над рівнем моря.

## Збереження
Через обмежений ареал (500–600 км²) МСОП вважає стан збереження цього виду близьким до загрозливого.